# 實現 (控制系統)
系统科学中，針對状态空间模型的實現是指針對給定輸入-輸出關係的系統表示法。給定一個輸入-輸出關係，其實現是時變矩阵的四元組 {\displaystyle A(t),B(t),C(t),D(t),} 使得
{\displaystyle {\dot {\mathbf {x} }}(t)=A(t)\mathbf {x} (t)+B(t)\mathbf {u} (t)}
{\displaystyle \mathbf {y} (t)=C(t)\mathbf {x} (t)+D(t)\mathbf {u} (t)}
其中{\displaystyle (u(t),y(t))}為系統在時間{\displaystyle t}的輸入和輸出。

## 線性時不變系統
給定线性时不变系统理论，其传递函数為{\displaystyle H(s)}，其實現為使得{\displaystyle H(s)=C(sI-A)^{-1}B+D}成立的矩陣四元組{\displaystyle (A,B,C,D)}。

### 正則實現
任何一個真分傳遞函數都可以依以下的方式轉換為狀態空間表示方式（這個例子是四階的單一輸入單一輸出系統）：
給定傳遞函數，將分子分母的多項式展開，結果應該如下：
{\displaystyle H(s)={\frac {n_{1}s^{3}+n_{2}s^{2}+n_{3}s+n_{4}}{s^{4}+d_{1}s^{3}+d_{2}s^{2}+d_{3}s+d_{4}}}}.
上述係數可以用以下方式放進狀態空間模型中：
{\displaystyle {\dot {\textbf {x}}}(t)={\begin{bmatrix}-d_{1}&-d_{2}&-d_{3}&-d_{4}\\1&0&0&0\\0&1&0&0\\0&0&1&0\end{bmatrix}}{\textbf {x}}(t)+{\begin{bmatrix}1\\0\\0\\0\\\end{bmatrix}}{\textbf {u}}(t)}
{\displaystyle {\textbf {y}}(t)={\begin{bmatrix}n_{1}&n_{2}&n_{3}&n_{4}\end{bmatrix}}{\textbf {x}}(t)}.
此狀態空間實現稱為「可控制正則實現」（也稱為相變數正則實現），因為此模型保證其可控制性（因為控制中有一連串的積分器，有能力去控制每一個狀態。）
也可以用以下的方式將傳遞函數係數放進狀態空間模型，會得到另一種正則實現
{\displaystyle {\dot {\textbf {x}}}(t)={\begin{bmatrix}-d_{1}&1&0&0\\-d_{2}&0&1&0\\-d_{3}&0&0&1\\-d_{4}&0&0&0\end{bmatrix}}{\textbf {x}}(t)+{\begin{bmatrix}n_{1}\\n_{2}\\n_{3}\\n_{4}\end{bmatrix}}{\textbf {u}}(t)}
{\displaystyle {\textbf {y}}(t)={\begin{bmatrix}1&0&0&0\end{bmatrix}}{\textbf {x}}(t)}.
此狀態空間實現稱為「可觀察正則實現」，因為此模型保證其可觀察性（因為輸出是由一連串積分器所組成，每一個狀態都會影響輸出）。

## 一般系統

### D= 0
若有輸入{\displaystyle u(t)}、輸出{\displaystyle y(t)}以及加權模式 {\displaystyle T(t,\sigma )}，則實現可表示為使下式成立的矩陣三元組{\displaystyle [A(t),B(t),C(t)]}
{\displaystyle T(t,\sigma )=C(t)\phi (t,\sigma )B(\sigma )}
其中
{\displaystyle \phi }為對應此實現的狀態轉移矩陣。

## 系統識別
系統識別的技術可以根據系統的實驗資料，分析出其實現。這類技術會同時使用輸入及輸出資料（例如特征系统实现算法），也有可能只使用輸出資料（例如頻域分解）。一般而言同時使用輸入及輸出資料的技術會有較精確的結果，不過不一定都可以找到輸入的資料。